# Kettle
Kettle is een computerspel dat werd ontwikkeld door de Brit Antony Crowther voor de Commodore 64 en Commodore 128. Het spel werd in 1987 uitgebracht door Alligata Software. De speler speelt een mannetje die onder de grond opgesloten zit. Het doel van het spel is jezelf te bevrijden. Het spel telt 30 levels die stijgen in moeilijkheidsgraad. Het spel kan met een speler of twee spelers simulutaan gespeeld worden.